# Momijigari
Momijigari er en japansk stumfilm fra 1899 af Tsunekichi Shibata.